# Communauté de communes des Rives de Sarthe
La communauté de communes des Rives de Sarthe est une ancienne communauté de communes française, située dans le département de la Sarthe et la région Pays de la Loire.

## Histoire
La communauté de communes des Rives de Sarthe est née officiellement le 1er janvier 2001 par arrêté préfectoral du 22 décembre 2000.
Elle fusionne au 1er janvier 2017 avec la communauté de communes des Portes du Maine pour former la communauté de communes Maine Cœur de Sarthe.

## Composition
La communauté regroupait cinq communes :
| Nom                             | Code Insee | Gentilé       | Superficie (km2) | Population (dernière pop. légale) | Densité (hab./km2) |
| ------------------------------- | ---------- | ------------- | ---------------- | --------------------------------- | ------------------ |
| Sainte-Jamme-sur-Sarthe (siège) | 72289      | Saint-Jammois | 8,43             | 2 086 (2014)                      | 247                |
| La Bazoge                       | 72024      | Bazogiens     | 22,87            | 3 688 (2014)                      | 161                |
| Neuville-sur-Sarthe             | 72217      | Neuvillois    | 22,94            | 2 355 (2014)                      | 103                |
| Saint-Pavace                    | 72310      | Palvinéens    | 5,16             | 1 928 (2014)                      | 374                |

## Compétences
Elle a pour vocation de gérer les compétences déléguées par les communes dans les domaines :
- de l'aménagement de l’espace et développement économique,
- de l'environnement,
- des actions pour le développement sportif, éducatif, culturel et de loisirs d’intérêt communautaire.

## Administration
| Période      | Période       | Identité         | Étiquette | Qualité                                 |
| ------------ | ------------- | ---------------- | --------- | --------------------------------------- |
| février 2001 | avril 2008    | Xavier Dewailly  |           | Adjoint au maire de Neuville-sur-Sarthe |
| avril 2008   | décembre 2016 | Véronique Cantin | DvD       | Maire de Neuville-sur-Sarthe            |